# Bjelovarski neboder
Bjelovarski neboder je visokostambena zgrada u povijesnom središtu Bjelovara, u ulici Matice hrvatske uz zgradu Gimnazije Bjelovar. Izgrađen je 1968. godine.
Visok je 40 metara te sadrži 11 katova.
U podzemlju nebodera, nalazi se skup raznih komercijalnih službi poput kafića, te prodavaonica Maxi Konzum.
- Neboder s pješačkog prijelaza preko puta Gimnazije
- Pogled na neboder s ulice Jurje Haulika.
- Pogled na neboder s autobusnog kolodvora.